# Oxana Karas
Oxana Karas (en russe : Оксана Карас), 19 juin 1979 à Kharkov, en RSS d'Ukraine, est une réalisatrice, scénariste, monteuse soviétique puis russe. Elle passe son enfance au Kazakhstan et sa mémoire reste attachée aux rives de la mer Caspienne pour choisir les décors de ses films.

## Biographie
Oxana Karas termine des études de droit à l'Université russe de l'Amitié des Peuples à Moscou en 2004. En 2009 elle achève sa formation en réalisation cinématographique à la VGIK, l'Institut national de la cinématographie à Moscou. Ses activités de réalisatrice débutent avec la série télévisée Les Frères détectives et Propavchie bez vesti. Son premier long-métrage est le film  Répétitions présenté au Festival international du film de Moscou. En novembre 2018, sa dernière réalisation L'Ange a une angine est présentée à Paris dans le cadre de la 16e semaine du nouveau cinéma russe

## Filmographie

### Réalisatrice
- 2013 : Répétitions (Репетиции, Répétitsii)
- 2016 : Un bon garçon (Хороший мальчик, Khorochij maltchik)
- 2016 : Comme des grands (Как большие, Kak bolchie)
- 2018 : L'Ange a une angine (У ангела ангина, Ou anguela anguina)
- 2019 : Au dessus du ciel (Выше неба)
- 2020 : Docteur Lisa (Доктор Лиза)

### Scénariste
- 2016 : Comme des grands (Как большие) (Kak bolchie)

## Prix et récompenses
- 2013 : Meilleur premier film du Festival de cinéma première de Moscou pour Répétitions
- 2016 : Grand Prix du Kinotavr à Sotchi pour Un bon garçon[2].